# 유패 (송자대후)
유패(劉霸, ? ~ 기원전 60년)는 전한 후기의 제후로, 육안공왕의 아들이다.

## 생애
시원 5년(기원전 82년), 송자후(松茲侯)에 봉해졌다.
신작 2년(기원전 60년)에 죽으니 시호를 대(戴)라 하였고, 작위는 아들 유시가 이었다.

## 출전
- 반고, 《한서》 권15하 왕자후표 下

| 선대 (첫 봉건) | 전한의 송자후 기원전 82년 6월 신축일 ~ 기원전 60년 | 후대 아들 송자공후 유시 |